# Hippolyt Freiherr Poschinger von Frauenau
Hippolyt Theodor Wilhelm Georg Benedikt Johannes Maria Freiherr Poschinger von Frauenau (* 19. Juni 1908 in Bamberg; † 20. Juli 1990 in Zwiesel) war ein deutscher Unternehmer, Forstwirt und Politiker.

## Leben und Wirken
Poschinger war Sohn des Reichsrats der Krone Bayerns Eduard Freiherr Poschinger von Frauenau und mütterlicherseits ein Urenkel des bayerischen Ministerpräsidenten Otto Graf von Bray-Steinburg. Er entstammte der Glasmacher-Dynastie Poschinger aus dem Bayerischen Wald. Sein Schwager war der Weihbischof in München und Freising, Heinrich Graf von Soden-Fraunhofen.
Er besuchte in Regensburg und Frauenau die Volksschule und von 1919 bis 1926 das humanistische Gymnasium des Benediktinerklosters Ettal. 1930 schloss er sein Studium an der Universität München als Diplom-Forstwirt ab, im Dezember desselben Jahres übernahm er die Verwaltung des väterlichen land- und forstwirtschaftlichen Besitzes auf Gut Oberfrauenau, welcher im Vorjahr durch Orkan und Hagelschlag stark in Mitleidenschaft gezogen worden war. Zu dem Hofgut gehörte die Glasmanufaktur von Poschinger.
Am 11. Juni 1938 heiratete er in Windberg Maria Immaculata Gräfin von Soden-Fraunhofen (1907–1989), mit der er zwei Söhne und drei Töchter hatte.
1952 wählte ihn der Landesausschuss des Bayerischen Bauernverbandes als Repräsentanten der Forstwirtschaft in den Bayerischen Senat. Dort übernahm er 1964 das Amt des 1. Vizepräsidenten und wurde am 10. Januar 1968 zum Präsidenten der Bayerischen 2. Kammer gewählt. 1980 übergab er seinen Besitz an seinen Sohn Stephan und schied drei Jahre später aus dem Senat aus. Ab 1968 bis zum Ausscheiden aus dem Senat war er zusätzlich Mitglied des Verwaltungsrats des Bayerischen Rundfunks.
Daneben war Poschinger ab 1960 auch Vorsitzender des Bayerischen Waldbesitzerverbandes. 
Hippolyt Poschinger von Frauenau starb am 20. Juli 1990 im Alter von 82 Jahren.

## Ehrungen
- 1961: Bayerischer Verdienstorden

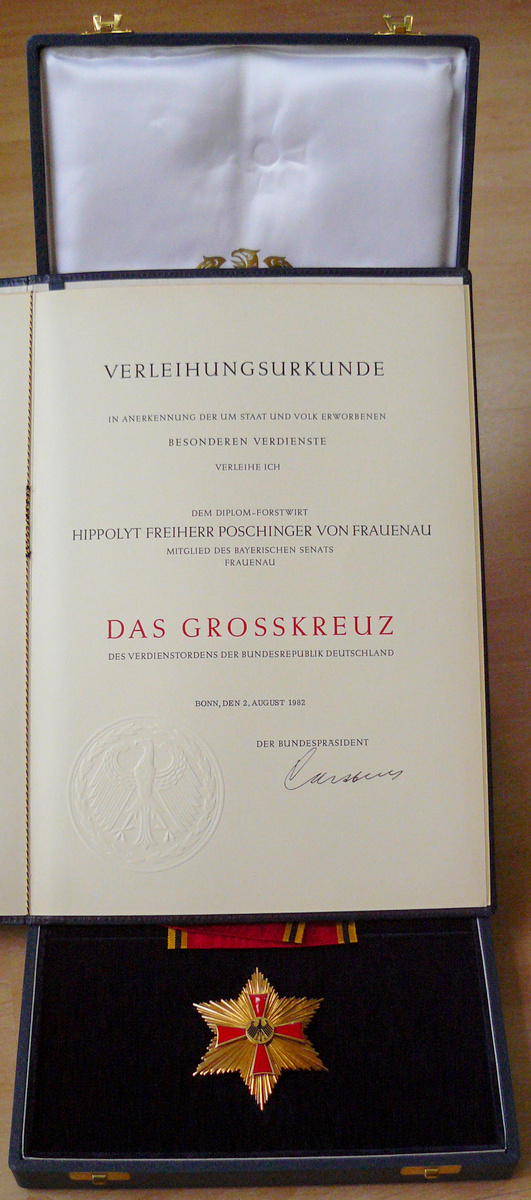
Verleihungsurkunde zum Großkreuz des Verdienstordens der Bundesrepublik Deutschland

- 1968: Großes Verdienstkreuz des Verdienstordens der Bundesrepublik Deutschland
- 1973: Großes Verdienstkreuz mit Stern des Verdienstordens der Bundesrepublik Deutschland[3]
- 1978: Großes Verdienstkreuz mit Stern und Schulterband der Bundesrepublik Deutschland[4]
- 1973: Große Staatsmedaille in Gold des Bayerischen Staatsministeriums für Ernährung, Landwirtschaft und Forsten für „hervorragende Verdienste um die Bayerische Land- und Forstwirtschaft“
- 1982: Großkreuz des Verdienstordens der Bundesrepublik Deutschland[5]

## Schriften
- Dreihundertfünfzig Jahre Poschinger in Frauenau, Frauenau 1955
- mit Ludwig Ritter von Poschinger: Verzeichnis der Mitglieder des Geschlechtes Poschinger. Beginnend mit Joachim um das Jahr 1520,  O. O. 1962
- 25 Jahre Bayerischer Senat 1947–1972. Ansprachen anläßlich des 25jährigen Bestehens des Bayerischen Senats gehalten am 4. Dezember 1972 im Maximilianeum, München, München 1972